# Oe-Cusse Ambeno

Bandeira da Oe-Cusse Ambeno

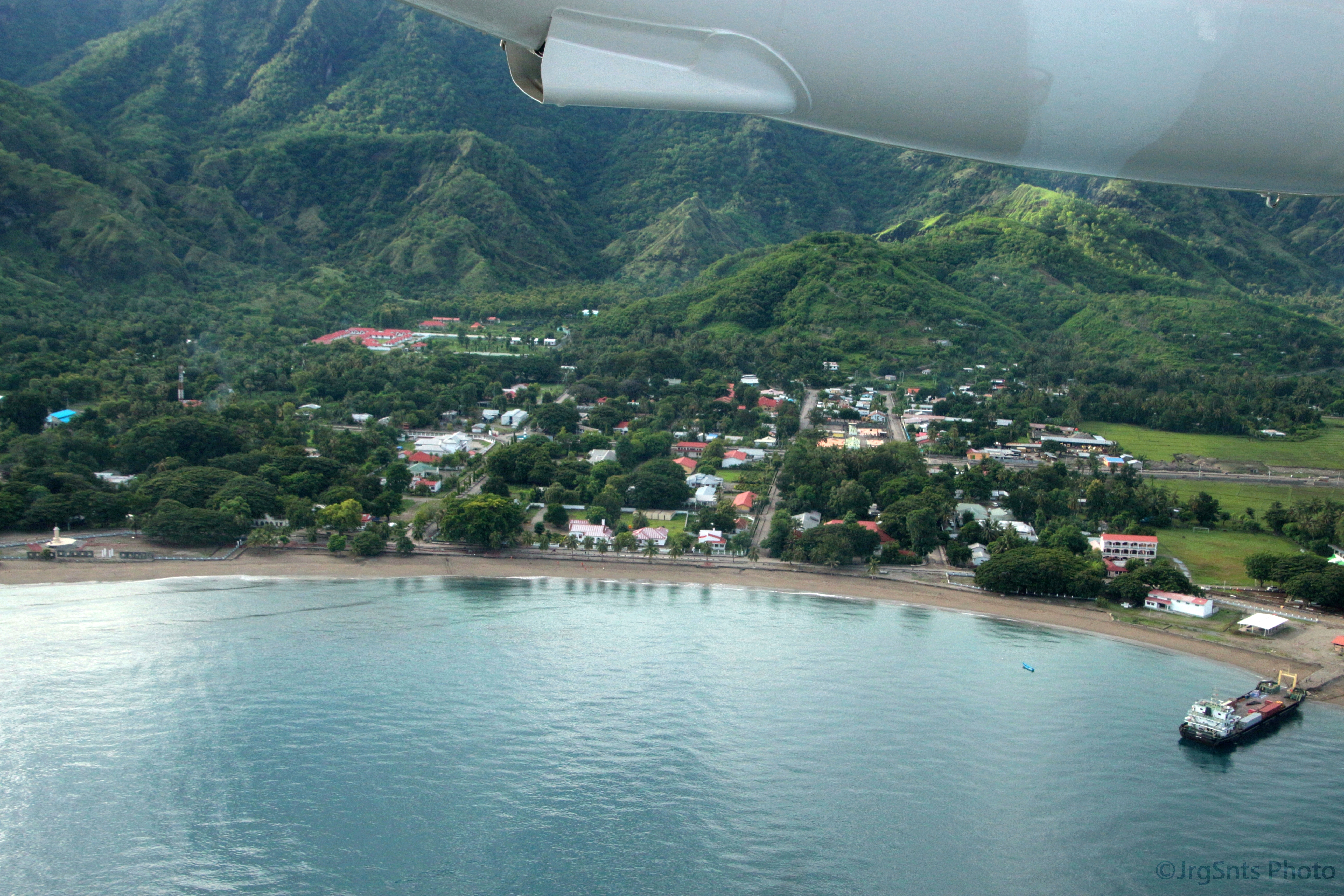
Vista aérea de Oe-Cusse Ambeno. Foto publicada em "Timor - a ilha feiticeira".

Região Administrativa Especial de Oe-Cusse Ambeno, também conhecida por Oecussi-Ambeno, Ocussi-Ambeno, Oecússi-Ambeno ou simplesmente Oecusse ou Ocussi, Oecússi ou Ambeno (em tétum Oe-Kusi Ambenu) é um região administrativa especial de Timor-Leste, localizado na costa norte da metade ocidental da ilha de Timor, constituindo um exclave de Timor-Leste, uma vez que está separado do resto do país pela província indonésia de Timor Oeste, que rodeia o pequeno enclave por todas as direcções, excepto a norte, onde é banhado pelo Mar de Savu.
Oe-Cusse Ambeno é uma palavra composta com os nomes dos dois reinos originais que formam a actual região administrativa especial.

## Características
O território conta com 64.025 habitantes (censo de 2010) e tem área de 815 km². Sua capital é a cidade de Pante Macassar que, no tempo dos portugueses, era conhecida como Vila Taveiro.
O região administrativa especial de Oe-Cusse Ambeno é idêntico ao concelho de Oecússi do tempo do Timor Português, a última circunscrição timorense a ser elevada a concelho em Agosto de 1973, e inclui os postos administrativos de:
- Nitibe,
- Oesilo,
- Pante Macassar
- Passabe.

Para além das línguas oficiais do país, o tétum e o português, no região administrativa especial de Oe-Cusse Ambeno grande parte da população expressa-se em baiqueno. O indonésio é também amplamente falado e conhecido.

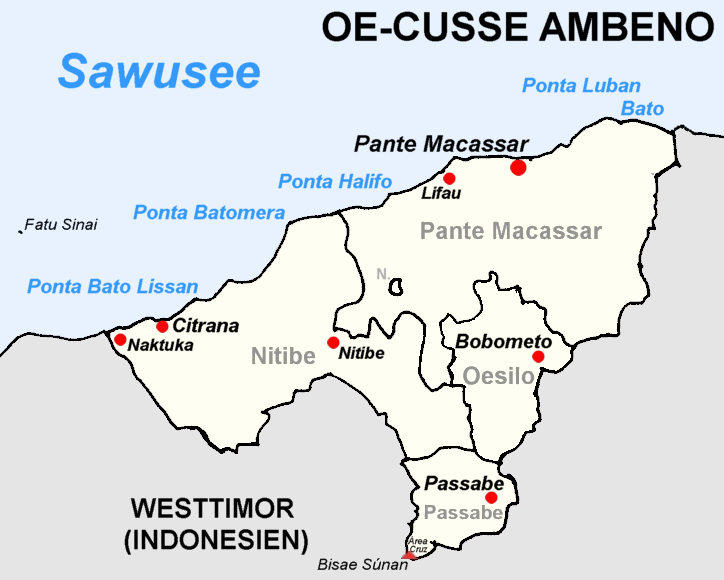

## História

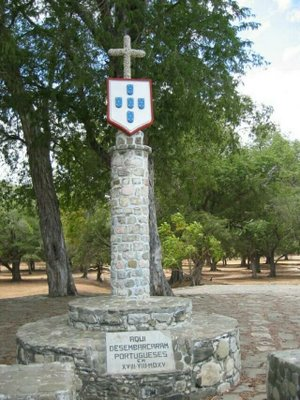
Lifau

### Ocupação portuguesa
Oe-Cusse Ambeno foi o primeiro ponto da ilha de Timor em que os portugueses se estabeleceram, pelo que é usualmente considerado o berço da nação Timor-Leste. Em 1556, um grupo de frades dominicanos estabeleceu o primeiro povoado em Lifau, a meia dúzia de quilómetros a oeste de Pante Macassar. Em 1702, Lifau tornou-se capital da colónia ao receber o primeiro governador enviado por Lisboa, estatuto que manteve até 1767, quando os portugueses decidiram transferir a capital para Díli, como resultado das frequentes incursões das forças holandesas.
Foi só em 1859, com o Tratado de Lisboa, que Portugal e Países Baixos dividiram a ilha entre si: Timor Ocidental para os holandeses, com sede em Kupang, e Timor-Leste para os portugueses, com sede em Díli, reconhecendo região Oe-Cusse Ambeno como um enclave português no espaço holandês.

### Invasão indonésia e reintegração
A invasão indonésia do até então Timor Português ocorreu em Oecússi uma semana antes de no resto do território — foi em 29 de Novembro de 1975 que Pante Macassar foi ocupada pela quinta coluna do exército indonésio.
Contudo, mesmo sob ocupação indonésia, Oe-Cusse Ambeno continuou a ser administrado como parte da província de Timor Timur (a designação de Timor-Leste na língua bahasa), tal como sucedia no tempo dos portugueses. Por conseguinte, quando do reconhecimento da independência do novo estado, em 2002, Oe-Cusse Ambeno tornou-se parte integrante da jovem república.

### Política
Em 2014, o Estatuto jurídico-administrativo de Oe-Cusse Ambeno e Ataúro foi definido pela Lei nº 3/2014, que estabeleceu a Região Administrativa Especial de Oe-Cusse Ambeno e a transformou numa área com um enquadramento jurídico-económico comum, embora reconhecendo particularidades de Ataúro como um polo de desenvolvimento complementar. A lei visou criar um regime especial para a região, com foco no desenvolvimento económico e social, incluindo a segurança e a ordem pública. Em 2023, foi aprovada uma alteração a esse estatuto.
Lista de presidentes da Região Administração Especial de Oecusse-Ambeno (RAEOA):
Mari Alkatiri (2014-2019)
José Luís Guterres (2019-2020)
Arsénio Bano (2020-2024)
Rogério Lobato (2024- )

## Economia
Recentemente, o enclave tem experimentado um grande crescimento económico, graças a obras de infra-estrutura do governo e ao investimento de empresas portuguesas na região. Em 2015, foram mais de 90 milhões de dólares (82,6 milhões de euros) investidos no região administrativa especial. Em 2017, foi inaugurada a ponte de Noefefan, conectando as regiões mais afastadas de Oe-Cusse Ambeno à capital regional, Pante Macassar.
A Região Administrativa Especial de Oe-Cusse Ambeno (RAEOA) já recebeu oficialmente  a obra do novo aeroporto internacional do enclave timorense, o mais avançado de Timor-Leste, com um custo total de quase 120 milhões de dólares.
A obra arrancou em março de 2015 e foi adjudicada à empresa indonésia PT Wijaya Karya com um valor inicial de 79,8 milhões de dólares, revisto em junho de 2016 para 119,9 milhões, o seu valor final.
Esse aumento de preço surgiu depois de uma revisão ao projeto inicial realizado pela empresa ISQ que obrigou a "alterações profundas" no projeto que se não tivessem sido feitas, como foi anunciado na altura pelos responsáveis timorenses, teria inflacionado a obra para um custo de entre 140 e 160 milhões.